# António Joaquim de Santa Bárbara
António Joaquim de Santa Bárbara (Póvoa de Santa Iria, 25 de fevereiro de 1813 – Lisboa, 15 de novembro de 1865) foi um gravador português, autor de alguns dos melhores retratos litografados de políticos, membros da alta sociedade e artistas do século XIX em Portugal. Santa Bárbara foi um artista com uma enorme capacidade de desenho, sendo que algumas das suas gravuras, particularmente as que executou a partir de daguerreótipos, são de um realismo espantoso. Em alguns dos retratos que litografou a partir de daguerreótipos, Santa Bárbara fez questão de o indicar na própria folha de impressão.